# Najlepszy prezent
Najlepszy prezent (ang. A Little Something Special) – komiks Dona Rosy z 1997 r., napisany z okazji 50-lecia debiutu postaci Sknerusa McKwacza.
Historia po raz pierwszy była wydana w czerwcu 1997 r. na łamach duńskiego czasopisma Anders And & Co. Pierwsze polskie wydanie pochodzi z kwietnia 2021 r.

## Fabuła
W gazetach Kaczogrodu pojawia się ogłoszenie o konkursie na idealny prezent dla Sknerusa. Nagrodą dla zwycięzcy ma być milion dolarów, co stanowi nie lada pokusę dla kaczogrodzian i jest źródłem przykrości dla McKwacza, nie mogącego się opędzić od osób usiłujących odgadnąć jego pragnienia.
W dzień ogłoszenia zwycięzcy konkursu, będącego zarazem 50. rocznicą przybycia McKwacza do Kaczogrodu, Sknerus zostawia skarbiec pod opieką Donalda, a sam wraz z siostrzeńcami udaje się na ceremonię. Wkrótce wychodzi na jaw, że całe wydarzenie zostało zorganizowane przez Braci Be, Granita Forsanta i Magikę de Czar, pragnących raz na zawsze pokonać Sknerusa.